# Aaron Cold
Aaron Cold, eigentlich Stefan Blattmann, (geb. in Heidelberg) ist ein deutscher DJ und Produzent in der elektronischen Musikszene.

## Bandgeschichte
Stefan Blattmann alias Aaron Cold begann seine Karriere Anfang der 90er in Heidelberg und Mannheim in Deutschland. Mittlerweile lebt er in Spanien. Seit 2001 erscheinen regelmäßig Veröffentlichungen von Aaron Cold auf verschiedenen Plattenlabels, wie Sony Music, Trendline Rec., Housearth Records etc. Sein Musikstil orientiert sich an elektronischen Genres wie House, Techno, Techhouse, Deep House, wobei auch Vocal-House und French-House-Einflüsse vorhanden sind. Seit 2010 hat Aaron Cold eine wöchentliche Radiosendung mit dem Namen „Sounds Of Ibiza“.

## Diskografie

### Singles und EPs
- 2012: Aaron Cold – Into The Groove Housearth Records
- 2012: Aaron Cold & Phil Santora – Mar Y Sol (The Remixes) Housearth Records
- 2012: Aaron Cold & Phil Santora – Mar Y Sol Housearth Records[2]
- 2012: Alteanic featuring Aaron Cold – If I Lost Your Love (The Remixes) Housearth Records
- 2012: Alteanic featuring Aaron Cold – If I Lost Your Love Housearth Records
- 2014: Aaron Cold feat. Anthony Poteat – Welcome To The Beat LAD Publishing & Records
- 2015: Aaron Cold – Deeper Heavy Records
- 2015: Aaron Cold – Feelings Heavy Records
- 2015: Aaron Cold – Rekt Drumtech Records
- 2015: Aaron Cold – Sansplants Turning Wheel Records
- 2015: Aaron Cold – Speak To Me Turning Wheel Records
- 2015: Aaron Cold feat. Anthony Poteat – Underground People Tech Factory Recordings
- 2016: Aaron Cold – La Sonrisa House Noise Recordings

### Remixes
- 2012: Soulful Brothers – La Guitarra Housearth Records
- 2012: Coach Roebuck – Blue Seas Visiomind Records
- 2015: Lunatique Sublime – Soul Survivor Turning Wheel Records
- 2015: Marco P – Incredible Tech Factory Recordings
- 2015: Marco P – Politics Turning Wheel Records
- 2015: Nando Puig – Child House Noise Recordings
- 2015: Patrycja S. – Lyrically Constrict Tech Factory Recordings
- 2016: Kraust Sonido – FlayMan House Noise Recordings
- 2016: Roberto Txiapas – Put It House Noise Recordings
- 2017: Kraust Sonido – Fresh Ambient 2phonic Recordings

### Mix-Compilations
- 2001: Aaron Cold – House Club Vol.2 Sony Music / DM
- 2004: Aaron Cold – House Section – Summer Edition Sony Music / DMG
- 2012: Aaron Cold – Days In Ibiza Housearth Records
- 2013: Aaron Cold – 5 Years Of Tech House Housearth Records